# 费耀德
费耀德（Ken Field，1953年1月26日—），是美國的萨克斯和长笛演奏师、打击乐器手和作曲家。
1988年加入音乐合唱组Birdsongs of the Mesozoic，亦成為即兴铜管乐队组合Revolutionary Snake Ensemble的领衔乐手。目前為止出有八張專輯。